# Sorry Genosse
Sorry Genosse ist ein deutscher Dokumentarfilm von Vera Brückner aus dem Jahr 2022. Der Film war ihr Studienabschlussfilm an der HFF München, hatte auf der Berlinale 2022  in der Sektion Perspektive Deutsches Kino Weltpremiere und wurde auch auf dem DOK.fest München, dem Filmkunstfest Mecklenburg-Vorpommern in Schwerin, dem Festival des deutschen Kinos FILMZ in Mainz und den 44. Biberacher Filmfestspielen gezeigt. Die Filmpremiere war am 1. Februar 2023 in München, deutscher Kinostart war am 9. Februar 2023. Am 2. Oktober 2024 erfolgte die Erstausstrahlung im BR Fernsehen.

## Handlung
Ende der 1960er Jahre entdecken der BRD-Student Karl-Heinz und die Medizinstudentin Hedi aus der DDR bei einer Familienfeier in ihrem gemeinsamen thüringischen Heimatort ihre große Zuneigung zueinander, aus der bald eine intensive Liebesbeziehung entsteht, die sie jedoch nur als Ost-West-Brieffreundschaft und gelegentliche Treffen in Prag und Bulgarien ausleben können.
Um die Sehnsucht nach einem gemeinsamen Leben realisieren zu können, entschließt sich Karl-Heinz, der dem Kapitalismus kritisch gegenübersteht, einen Einbürgerungsantrag in die DDR zu stellen, obwohl er auch an dieser Kritikpunkte hat. Doch der Staatssicherheitsdienst der DDR hat andere Pläne: die Stasi möchte ihn als Spion in Westberlin rekrutieren und ihn nicht als neuen DDR-Bürger haben. Karl-Heinz schlägt schließlich – obwohl einer Spionagetätigkeit prinzipiell nicht abgeneigt – die Werbungsversuche der Stasi aus. So bleibt dem Liebespaar nur eine Möglichkeit: Hedi muss aus der DDR fliehen.
Beide entwickeln einen ausgeklügelten Fluchtplan, den sie mit Hilfe ihrer Freunde Gitti und Lothar durchführen wollen: Gitti reist mit Lothar als ihrem angeblichen Freund nach Rumänien und erhält so ihren Einreisenachweis. Anschließend soll sich Hedi bei der Deutschen Botschaft als Gitti ausgeben, ihren Pass als verloren melden und mit dem Ersatzpass nach Westdeutschland ausfliegen. Gitti wiederum soll danach bei ihrer Ausreise gegenüber den rumänischen Grenzbehörden die von Lothar verlassene, ahnungslose Freundin mimen, der sich aus dem Staub gemacht hat. Doch die Umsetzung des vermeintlich perfekten Plans gerät zu einer absurden und abenteuerlichen Aneinanderreihung von Pleiten, Pech und Pannen.
Zu guter Letzt glückt Hedis Flucht, das Paar bekommt zwei Kinder und lebt zehn Jahre zusammen in Westdeutschland. Hedi kehrt nach der Wende in ihren Heimatort nach Thüringen zurück, Karl-Heinz lebt heute in München.
Musikalisch untermalt wird der Film von einer Coverversion des Songs Der Traum ist aus der Berliner Band Ton Steine Scherben, gespielt von Florian Paul & der Kapelle der letzten Hoffnung, ergänzt durch alte Familienfotos und Archivaufnahmen politischer Ereignisse der frühen 70er Jahre sowie Animationen und Interviews mit den Protagonisten.

## Produktion
Der Film wurde produziert durch die NORDPOLARIS GmbH, den Bayerischen Rundfunk in Koproduktion mit der HFF München (Hochschule für Fernsehen und Film). Der Film wurde gefördert durch FilmFernsehFonds Bayern (FFF Bayern).

## Kritik
„‚Sorry, Genosse‘ erzählt ebenso unterhaltsam wie genau von einer großen Liebe in längst vergangen geglaubter Zeit. Die 1988 geborene Vera Brückner bringt ihrer eigenen Generation das geteilte Deutschland und den Zeitgeist der 1970er mit staunenswerter Lebendigkeit nahe“

„Ob Vera Brückners charmante Dokumentation mehr Flucht- oder mehr Liebesgeschichte ist, bleibt den individuellen Perspektiven im Publikum überlassen. Bei der Rekonstruktion der grenzübergreifenden Romanze erweist sich die Regisseurin als ähnlich einfallsreich wie ihre beiden der Hauptcharaktere und deren Helfer*innen. Witz und Warmherzigkeit garantieren neben den Gegenwartsaufnahmen, dass nie ernstliche Sorge um die Akteure des vor Stasi und Ostblock-Polizei aufgeführten Täuschungstheaters aufkommt. Dass die zärtliche Nostalgie die DDR einschließt, ist etwas zu viel Romantisieren“

„Diese spielerisch erzählte Geschichte einer großen Liebe und einer aberwitzigen Flucht eröffnet einen ungewöhnlichen Blick auf die deutsch-deutsche Geschichte: beide Staaten, DDR und Bundesrepublik, sind für die Protagonist*innen Fluchtgrund und Sehnsuchtsort zugleich.“

„Vera Brückners Langdoku-Debüt SORRY GENOSSE bricht mit genretypischen Konventionen und zeigt die unglaubliche Geschichte zweier Liebender, deren Charme man sich nicht entziehen kann. Chapeau!“

„Selten war in jüngerer Zeit hierzulande eine dermaßen erfrischende und kurzweilige Doku zu sehen. Das allzu oft bleischwere und problembärige Erzählen deutscher Dokumentarfilme ist Brückners Sache ausdrücklich nicht. Sie vermählt Amüsement mit Klugheit und kino-affiner Raffinesse. Vera Brückner ist ein Glücksfall für den deutschen Dokumentarfilm.“